# 1936年の日本競馬
1936年の日本競馬（1936ねんのにほんけいば）では、1936年（昭和11年）の日本競馬界についてまとめる。
馬齢は旧表記で統一する。
1935年の日本競馬 - 1936年の日本競馬 - 1937年の日本競馬

## できごと

### 1月 - 3月
- 1月10日 - 第6回馬政調査会総会が開かれる。この際、競馬の統制改善について畜産局案の中に「競馬法による競馬は全国を通じ一個の法人（以下日本競馬会と仮称す）」との文言があり、初めて「日本競馬会」の名称が生まれる。また同日、競馬の統制改善に関する特別委員会が組織される[1]。
- 1月11日
  - 競馬の統制改善に関する特別委員会が開かれ、畜産局長は「日本競馬会」について説明、その主旨は「競馬の真の目的を達するためには一つの団体にまとめなければならない」というものであった。これに対して中山競馬倶楽部の肥田金一郎委員は賛成を示したが、一方で札幌競馬倶楽部の持田謹也委員は疑義を示した。以後各倶楽部で協議が続けられた[1]。
  - 日本レース・倶楽部は馬政第2次計画実施記念として、この日より新年競馬を5日間開催した。この記念競走において、2マイルの農林省賞典競走が行われている[2]。
- 1月17日 - 第7回馬政調査会において、特別委員会の答申案を可決、農林大臣に答申を行った[1]。
- 1月25日 - 畜産局長が、払戻金が券面金額未満の場合にも元金を払い戻すよう通牒する[1]。
- 2月6日 - 畜産局長が各倶楽部に宛て、新会員の入会を認めないよう通達を行う[1]。
- 3月11日 - 京都競馬場の騎手試験に合格した23歳の斉藤澄子（1913–1942）は、世界で初めて女性として騎手試験に合格した[3]。しかし、農林省および帝国競馬協会から「風紀上問題がある」との理由で出場禁止処分を受け、騎乗の機会を奪われた[注釈 2]。
- 3月14日 - 京都競馬倶楽部は馬政第2次計画実施記念として、この日より特別競馬を5日間開催した[4]。

### 4月 - 6月
- 5月6日 - 第69回特別議会において、11の既存競馬倶楽部を統一して「日本競馬会」とする競馬法中改正法律案（昭和十一年法律第31号）が提出される[5]。改正競馬法は5月29日公布され、9月20より施行された[1]。
- 5月29日 - 競馬法中改正法律（昭和十一年法律第31号）が公布され、旧11倶楽部の競馬実施権が廃止され、特殊法人「日本競馬会」が設立認可された。公布同日付の施行期日は昭和11年9月20日と定められた[6]。

### 7月 - 9月
- 7月4日 - 馬政局官制（昭和11年勅令第164号）が公布され、農林省の外局として馬政局が再設置された[1][7]。
- 7月16日 - トロッター種の整理について、馬政局長官は各地方長官に宛て「トロッター種はわが国国産馬の改良上適当ならざるものと認め、種牡馬として併用せざるよう」と通牒した。また17日には各競馬倶楽部にも同様の通牒が行われた[2]。
- 9月4日 - 馬産奨励規則・種馬飼養奨励規則が公布される[2]。
- 9月19日 - 農林省が競馬法施行規則を改正する[2]。

### 10月 - 12月
- 11月17日 - 広田弘毅内閣が改正競馬法第11条に基づき、日本競馬会設立委員を任命する[2]。
- 12月10日
  - 農林大臣官邸で日本競馬会設立委員会が開かれ、業務規則を制定して設立認可を申請、農林大臣は同日付で日本競馬会の設立を認可した。また、各競馬倶楽部はこの日より1年以内に解散し、その権利義務の一切を日本競馬会に引き継ぐこととなった[2]。
  - 農林省が改正競馬法第16条による日本競馬会役員、および同法29条による日本競馬会監理官を任命する。これにより理事長に松平頼寿、副理事長に安田伊左衛門が就任する[2]。

## 競走成績

### 公認競馬の主な競走
- 第5回東京優駿大競走（東京競馬場・4月29日) 優勝 : トクマサ（騎手 : 伊藤正四郎）

### 障害競走
- 第4回農林省賞典障碍（春）（中山競馬場・4月5日）優勝 : ジユピターユートピア（騎手 : 中口儀一郎）
- 第5回農林省賞典障碍（秋）（中山競馬場・10月18日）優勝： トーナメント（騎手：中野吉太郎）

## 誕生
この年に生まれた競走馬は1939年のクラシック世代となる。

### 競走馬
- 1月31日 - トキノチカラ（牡、鹿毛、父：トウルヌソル（GB）、母：星谷（USA））[8]
- 2月11日 - ロツキーモアー（牡、鹿毛、父：シアンモア（GB）、母：アストラル（JPN））[9]
- 3月4日 - クモハタ
- 3月31日 - ソールレデイ
- 5月26日 - マルタケ
- 不明 - ゼーアドラー、ロツクパーク

### 人物
- 4月24日 - 湯浅三郎
- 10月5日 - 奥平真治
- 11月3日 - 瀬戸口勉
- 11月14日 - 山本正司
- 12月23日 - 清水久雄

## 死去
- 8月11日 - 肥田金一郎（中山競馬倶楽部理事長）[4]
- 10月12日 - 岡田小七（中山競馬倶楽部理事）[4]